# 岡﨑一明
岡﨑 一明（おかさき かずあき、1960年10月8日 - 2018年7月26日）はオウム真理教元古参幹部・元死刑囚。ホーリーネームはマハー・アングリマーラ。教団が省庁制を採用する前に脱走したため、役職はなし。
出生時および逮捕時の姓は岡﨑。幼少期からオウム時代の姓は佐伯（さいき）。死刑執行時の姓は宮前。

## 経歴

### 生い立ち
1960年10月8日、山口県西部の美祢市で炭鉱で働く両親の次男として未熟児で生まれた。兄は生まれて間もなく死亡している。生後10ヶ月頃に、実父が若い女性を妊娠させ、怒った実母が炭鉱長屋の共同浴場で子供のいない女性(後の養母)に「この子をあげる」と約束してしまう。1963年1月、両親が離婚。実父は、2歳3ヶ月になった岡﨑を佐伯家へ養子に出し再婚した。岡﨑は、実母が消えたショックから4歳頃まで言葉の発達が遅れ、飼い犬とよく遊んでいた。
養父母と3人で暮らす家は貧しく、一時期、水道も無い片田舎に暮らしていた。
養父は小学校へ1年しか通っておらず殆ど読み書きができなかった。転職を繰り返し、気が荒く内弁慶で、岡﨑が4～5歳の頃から「口答えをする」と言っては家庭内暴力をふるっていた。些細なことで短気を起こし、すき焼きを食べても「お前は肉を食うな!」と幼い岡﨑を殴った。「行儀が悪い」といって肌に直に線香を当てるヤイト（お灸）をすえることもあった。「友達の家では、父と子がバドミントンをしたとき、親が失敗したりすると"お父さんのバカ"と言っても怒られることはない。私が家でそんなことを口にしようものなら、半殺しの目に遭わされる」、岡﨑は遠くに住む友人を訪ねるなど、外で時間を潰すことが多かった。
養母は宗教遍歴があり、津和野稲荷の信者だった。岡﨑が3歳のころ、三輪車ごと工事中の穴に落ちるも無傷で発見されると、近くにお稲荷さんの祠があったことから、「お狐様に助けられたんじゃ。一明と一緒に遊んでおられたんじゃ」と言って無事を喜んだ。
養父も創価学会の信者で、岡﨑は5歳の頃から毎朝手を合わせ御題目を掲げていた。また、富士宮市の総本山大石寺には2度連れられていったことがある。
小学校に上がる前、養母から「死」や「魂」について教わる。幼い岡﨑には死の概念が理解できなかったが、「死んで無くなるというのは、心や意識まで、この世から消えてしまうのだろうか」と、漠然とした死の恐怖に襲われたという。その頃から、養父母は丹沢麓に在る口寄せの寺を訪ね、地蔵菩薩を信仰するようになった。

小学校2年生のとき、ダンプカーに数十メートル先まで跳ね飛ばされ、2週間入院を余儀なくされる。それ以降、オウムに出家するまでに4回事故に遭う。

小学校6年生から、家計を支えるため新聞配達をしていた。養父が職場での事故（労災）により退職し、生活保護を受ける。
中学に進学後、友人にプロテスタントの宣教師を紹介される。教会の日曜学校に通い、夏の合宿にも参加して聖書を学ぶが、転校で縁が切れる。中学生時代は2回の転校で、柔道部、剣道部、ブラスバンド、落語部、美術部に入っていた。
中学3年のとき、親子喧嘩で養父に「せっかく息子が勉強してるのに」と言ったところ、「うるさい。お前は息子じゃない。他人からもらった子だ」と、実子でないことを明かされた。

岡﨑は「こんな貧しい家より孤児院のほうがましだ」と思ったという。
その後、山口県立小野田工業高等学校工業計測科（現・電子計測科）に入学。学費は奨励金で賄いながら、日曜日はゴルフのキャディーや遊園地のアルバイト、土方による収入で身の回りの生活用品をそろえ、養父母にタバコ銭も与えていた。
高校時代は、剣道部に所属し部長も務めた。また、倫理・哲学に興味を持ち、よく友人と議論をしていた。文化祭の「のど自慢大会」では優勝したこともある。

1979年(昭和54年)、同校を卒業。働きながら山口大学の夜間部に進学する予定で願書まで用意したが、就職先の土木会社の社長が入学金を渋り無視する態度に3か月で辞め、知人の紹介で1年ほど製造業に勤務。その後学習教材の営業所長の説明会で、これなら人のためになると思い立ち、入社。翌月には新人賞を得て、トップの営業成績のまま、最年少の所長として島根県松江市に栄転する。全国で16番目の営業所オープンで、20歳の時であった。

### 成人後
養母がアルツハイマー型認知症を発症。岡﨑は、当時のベストセラー本『守護霊を持て/桐山靖雄』の影響から、先祖の業を断ち切る必要があると考え、養父と共に市内の不動明王の口寄せ寺を訪れて先祖供養の方法を学んだ。下関の有名な老師にも会いに行き、仏具店で14万円する木彫りの千手観音像も買い求め、毎日般若心経を唱えた。車の運転中でも読経を続け、著名人の墓所の近くを通った際には、わざわざ車を止めて立ち寄り、墓参りをしていた。何も求めず、ただそうすることで自然と心が落ち着いたという。
精神世界に関する本を読みあさる。生長の家から出版された『生命の實相』40数巻も読破した。
1982年（昭和57年）春頃、『天台小止観』を読む。それまでは、成績の上がらない部下を直ぐに叱責していたが、「ひとよりまず自分が変わらなければならない」と考えを改めた。本の教えを実践したところ、松江営業所は全国で2位の好業績を収める。だが、結果として営業成績第一主義が加速し、職場内の人間関係を悪化させることとなった。
1983年（昭和58年）3月、19歳から22歳まで勤めた教材会社を退職し系列会社のJ・A社に移る。2ヶ月後、部下に70万円をだまし取られたことで一気に人間不信に陥り退職。以降は窮乏状態となりながら幾つかの職を転々とする。その後、熊本で健康食品代理店に就職し、この会社社長と懇意にしていた自民党のM・Rの選挙活動に参加した。
1984年（昭和59年）2月頃、写真誌『写楽』に掲載された成瀬雅春の空中浮揚写真を見て「日本でもようやく本物の修行者が現れた」と、五反田のデバインヨガクラブへ行き即入信する。成瀬から直接指導を受け話もしたが、当時の成瀬には救世主らしき発言もなく、弟子を育てる意志が感じられなかったことから幻滅、1日のみの関係で終わった。
その後、滋賀県内の日新製薬に就職。各地の漢方の薬剤師や鍼灸師と親しくなり、東洋医学や仙道、老荘思想などを語り合う仲となる。この頃、広島県福山市のトレーニングセンターのインストラクターからヨーガを教わり、毎日自宅でやるようになった。
1985年（昭和60年）3月頃、得意先の鍼灸師から勧められ阿含宗に入信する。京都の本部で桐山靖雄から手渡しで護宝塔を受け千座行を始めるが、当初は在家信者でも修行すれば解脱が可能だったはずが途中から在家では解脱は無理などと、桐山の言うことが二転三転。更に、一度除霊した先祖の霊が再び取り憑いたと言われ、また桐山自身に解脱の方法論が示せないことがわかり、退会した。

同頃、『あるヨギの自叙伝』（パラマハンサ・ヨガナンダ著）を読み、グルと弟子との強い絆のカルマに感銘を受ける。ヨガナンダのグルであるユクテスワのような指導者に憧れを抱き、バグワン・シュリ・ラジニーシの本も読み耽った。チベット密教への関心はインド行者へと変わった。

## 入信出家
1979年（昭和54年）に高校を卒業後7年間、幾つもの職場を転々とするが、そのほとんどは営業の仕事で、営業成績ばかりを気にする生活に嫌気を感じていた。そんな時に出会ったのがオウム神仙の会というヨガサークルを運営していた麻原だった。
1985年（昭和60年）の夏頃に、学研『ムー』や『トワイライトゾーン』誌上で麻原の写真と連載記事を読み、麻原の唱える「四無量心」「魂の救済」「大乗の発願」に心を打たれる。「五体投地」や神仏に対する帰依心、「布施行・供養の姿勢」にも感動し、本物かどうか確かめてみようと直接オウム神仙の会に電話をかけた。その際に麻原本人が電話口に出た。岡﨑はこの時、今までの修行や宗教遍歴を語り、「私はセールスなどで相当の悪業を積んでいると思いますが、それでも解脱はできるのでしょうか？」と今生で自己の解脱が可能か否かを尋ねた。すると麻原は、こう答えたという。「はい、できます。あなたがそう思った時点から、あなたの罪は消えています。解脱を求めようとする時点から、その道に入っているんです。あなたにも解脱はできます」
1985年12月、神奈川県で行われたオウム神仙の会の丹沢セミナーに参加。岡﨑は麻原と直接会って、その大きな包容力、修行者然としたエネルギーと謙虚な姿に圧倒される。「心底から優しい、そしてなんて明るい人なんだろう。この人は違うな。本物かもしれない」、麻原と出会ってまもなく入信の決意に変わった。岡﨑はそれまで本物のグルを求め、新興宗教の教祖や神通力があるとされる著者及び活動家に直接電話しては解脱や救済について問答し、確かめていた。しかし当時、そのだれもが傲慢な態度で、麻原のような指導者は全くいなかった。
1986年2月9日、自動車を運転中、時速125キロで河川敷から7メートル下の河原に突っ込む自損事故を起こす。岡﨑は頸椎を損傷し、左顎関節複雑骨折及び下顎歯の大半を損壊。全治2ヶ月の診断を受け63日ほど入院した。
1986年（昭和61年）9月、麻原に「120万円のお布施で出家すれば3年以内に解脱させる」と言われ、山口県から上京。25歳で出家する。ようやく自分の居場所が出来たと感じた。
その頃、組織拡大のため積極的に信者獲得に乗り出していた麻原は、営業マンだった岡﨑に「君の営業の経験を是非生かして欲しい」と教団をPRする本の販売を担わせる。岡﨑はオウム出版の営業責任者となった（この時、麻原は複数の階級をもうけ信者同士を競わせる仕組みを作り上げていた。岡﨑は同時期に出家した新實智光と本の売り上げを競わされていた）。
当時の岡﨑にとって、その布教活動はセールスという意味とは全く違っていた。精力的に書店回りをして、麻原の著書『生死を超える』を取次ルートに乗せることに成功。続いて刊行された『超能力秘密の開発法』のヒットに貢献する。「麻原から褒められると一番うれしかった」、岡﨑は次第に麻原を絶対視する様になっていく。

### 石井久子との確執
1986年12月、麻原が訪印中、信者らの前で岡﨑が石井久子を叱りつけたことから、麻原に「出ていけ！」などと激しく叱責される。

### 解脱
1987年（昭和62年）初めごろ、戒律を破ったことなどから、麻原に「意識が集中していない。30日間籠るしかない」と長期修行を命じられる。
1987年5月28日より、59日間にわたる連日16時間～20時間の独房修行を行う。
当初、30日間の予定だった修行期間は実際には59日間に及んだ。真夏の時期に、真っ暗な通風口のないコンテナで1日1食のみ与えられて過ごし、肋骨が浮き出るほど痩せこけた。岡﨑は「このまま死んでいくのだろうな」と漠然と考えていたという。独房修行に入って10日めに麻原の命令で遺書を書かされる。遺書を書かされたのは、教団信者の中で岡﨑が初めてだった。

その頃から不眠症状があらわれ、麻原に相談すると「それは佐伯、私に対する帰依が無いからだ」と突き放された。更に、麻原に何でも良いから書くように言われ、岡﨑は現在の心境を書いて渡した。世話役のOはそれを読んで感心したものの、麻原には電話口の向こうで「それはエゴだ」と切り捨てられた。また、この独房修行中に営業の仕事上で教団内で誤解を受けていると感じ、自分はオウムには必要の無い存在ではないかと疑心暗鬼に陥る。修行を断念することまで考えるが、苦悩の原因が自分の存在を教団内で認めてもらいたいというエゴイズムであると思い直し、修行を続けた。その後、解脱3日前にサットヴァとラジャスという2つのグナ、翌朝には3グナを見たことで麻原に成就を認められた。
1987年7月25日、麻原彰晃により、ラージャ・ヨーガにて成就したと認定。岡﨑は、石井久子に続く2番目の大師となった。
のちに、他の古参信徒らが『ラージャ・ヨーガ』より一段上の“『クンダリニー・ヨーガ』を成就した”と次々に認定され、岡﨑は「自分は後れをとった」と焦燥感に駆られることになる。
麻原は、岡﨑の解脱について「グルに対する真が無くとも、意志が強ければ修行だけで成就することができる例だろう。実は彼はグルに対する真が無かったのだ」と語っている。

### 戸籍上の結婚
1988年（昭和63年）、ある女性信者の両親が何度も娘を連れ戻しに来る様になり、麻原が「それでは結婚させれば、連れ戻すのをあきらめるだろう」と発案する。出家信者の結婚は認められていなかったが、女性信者が岡﨑に好意を持っていたことから、麻原の指示で新実らが婚姻届を提出した。

## 在家信者死亡事件
1988年9月22日、静岡県富士宮市の富士山総本部道場2階において『百日修行』と称する『立位礼拝』の修行中に、在家信者Mが突如大声を上げ騒ぎ道場内を走り回るなどの錯乱状態となる。その場に居合わせた岡﨑が、Mの奇行を村井秀夫を通して麻原に報告したところ頭部に水を掛けて冷やすよう指示される。医師と元自衛官の出家信者2人が指示通り道場1階女子用浴室において、Mの頭部に水を掛け、その顔面を浴槽の水に浸けるなどしたが、そのうちＭが脱力状態となり意識不明に陥った。驚いた2人が岡﨑、村井、新實智光、早川紀代秀らに知らせ、Mにまだ脈が残っていたことから隣の広い男子用浴室に移し、岡﨑、村井、岐部哲也が交代で人工呼吸を施すなど救命処置を行った。駆け付けた麻原も自己のエネルギー注入と称する儀式を行うが、Mは意識が戻ることなくそのまま死亡した。
当時、教団は国内外に支部を設立、富士山総本部には道場を建設し教団の組織拡大を図っていた。また、教団の宗教法人化に向け、東京都知事に対し教団規則の認証を申請するための事前準備の折衝を東京都との間で行っていた。Mの件が表沙汰になれば、組織拡大および宗教法人化に打撃を被ると考えた麻原は、松本知子や石井久子、村井、早川、岡﨑らに対し「このことを届け出るか。しかし、せっかく教団の勢いの出ている時だし、公になれば救済計画も大幅に遅れるなあ。ここはどうだろうか、内々に処理した方がいいのじゃないか」と述べ、Mの遺体の処理に関し意見を求めた。これに対し松本知子は「分からないでできるならば、その方がいい」と消極的ながら同意し、石井は「絶対に公表しない方がいい」と積極的な意見を述べた。その後、関わった者たちが集められ、同様に意見を求められたが、麻原に異を唱える者はいなかった。
麻原は、Mの遺体を他の出家信者に見つからないように『護摩壇』で焼却することを指示。村井、早川、岡﨑らは、翌朝、道場南側敷地内に耐火煉瓦を積み護摩壇を造った上で、Mの遺体をステンレス製ドラム缶内に入れ、Tらに道場1階から運ばせた。これを護摩壇上部に据え付け後、その下部付近に薪を積み、麻原の指示により岡﨑が点火し二昼夜かけて焼却した。遺体の焼却には、麻原と石井も立ち会った。この際、麻原は「いよいよヴァジラヤーナを実践せよ、というシヴァ神の示唆だな」と呟いたという。燃え残ったＭの遺骨は麻原の命令で、道場1階において、村井、早川、岡﨑らが金槌で叩いて砕き、更に石井ら古参女性幹部がすり鉢ですり潰した上で、早川と岡﨑が山梨県西八代郡上九一色村内の精進湖に捨てた。
当時は末端の弟子から大師まで1日16時間、五体投地の極限修行を続けている最中だった。この事件には、わかっているだけで20数名の信者が関わった。

## 男性信者殺害事件
TはMが死亡した現場に居合わせ、遺体を運搬し、焼却の際も現場に立ち会って護摩壇にくべる薪を運ぶなどしていた。
T(当時21歳)は、福岡県北九州市の生まれで、地元の私立高校の電気科を卒業後、大手家電メーカーに就職。1988年6月に退職し出家すると、富士山総本部道場で修行しながら電気班に所属して、1988年12月中旬までサティアンビルの保全などを担当していた。Tは爽やかでまじめな性格で、大きな声と大きな動作で修行に取り組む目立つ存在だった。その姿を麻原も好感を持って見ていたという。しかし出家して4か月後くらいから次第に不満を口にする様になり、東京本部の教団出版部門であるオウム出版に転属となる。オウム出版では、責任者だった岡﨑の元で営業に従事し書店回りをしていたが、1988年12月下旬頃「修行に参加させてもらえない」「合わないワークをやっても功徳にならない。修行がしたい」と述べて、富士山総本部への異動を申し出た。そこで、岡﨑がTの希望を麻原に伝えたが、一蹴されてしまう。Tは引き続きオウム出版で営業職に従事していたが、1989年1月上旬ころ、岡﨑に対し「こういうワークで解脱できるんですか」「私は『Mの件』のあと、教祖を信じることができません。いっそ帰郷して、自分なりに修行する道を選びたいのです」と教団からの脱会を申し出た。岡﨑は思いとどまるよう説得したが、Tが応じなかったことから、麻原にこれを報告した。1989年1月中旬ころ、麻原はTを富士山総本部の電気班に再度転属させた上で、1月下旬から2月上旬の数日間、村井に命じて独房修行と称しTを富士山総本部道場前の空き地に設置したコンテナ内の施錠付き独房内に監禁した。
独房は、コンテナ(長さ12.15 m、縦2.57 m、横2.44 m)の内部を改造し、その中に5つ設けられた広さ2畳程の1室で、室内は外壁上部に通気孔が開けられているだけだった。電灯などの照明は設置されておらず、排便用具としてオマルが置かれており、各室のドアは外側から施錠され、食事の配給や汚物の始末は担当の信者が1日1回各室を巡回して行っていた。これらの部屋は、当初は社会から遮断された環境において行われる極限修行と称する修行に使用されていたが、この頃は戒律を破った信者に懲罰を加える目的や、教団から脱会を希望する信者に対し翻意を促す目的で、主に監禁用として使用されていた。
岡崎は1989年2月、「このまま、わしを殺すことになったらとしたら、大変なことになる。もう一度、おまえたちが見にいって、わしを殺すという意思が変わらなかったり、オウムから逃げようという考えが変わらないならばポアするしかないな｣｢ロープで一気に絞めろ。その後は護摩壇で燃やせ」という麻原の命令に従い、他の幹部らとともにコンテナ内でTを絞殺した。

## 坂本弁護士一家殺害事件での役割
「魂の救済だという理由があれば殺人も善行と変わるのです。考えられないことかもしれませんが私達はそれを真剣に信じ切っていた」
男性信者殺害事件に関わった大内利裕以外のメンバーは、続いて坂本弁護士一家殺害事件の実行役となった。
1989年11月3日の朝、麻原に命令されて他の5人の実行犯と共に坂本の住んでいた横浜市磯子区洋光台のアパートへ向かう。それぞれ役割分担をして出勤する坂本を待ち伏せていたが、当日が祝日であることを中川智正が指摘するまで失念しており、坂本は家から出てこなかった。そこで、岡﨑が麻原の命令無しにアパートのドアノブを回してみると、鍵がかかっておらず、中に人がいるのが確認できた。
早川を通して麻原に報告すると、「深夜に家族しかいなかったら家族ごとポアしろ」と命令される。岡﨑がもう一度調べて施錠されていなかったことから、11月4日午前3時頃に、坂本一家殺害を遂行。
その後、一家の遺体をそれぞれ別の場所に遺棄した。岡﨑は坂本堤の遺体の顔にツルハシを振り落とそうとしたが、ずれて失敗した。
坂本堤の義父・大山友之は、「岡﨑がいたから事件が解決したのではなく、岡﨑がいたから事件が起きた」と語っている。1995年4月7日に岡崎が坂本弁護士事件を自供した後も、神奈川県警が自首調書を作成するまでに岡崎の中国への渡航を容認した件について「岡崎の自供は地下鉄サリン事件の1ヶ月後で、自供後も岡崎を逮捕せず、中国へ行くことも許可している。」として、神奈川県警は杜撰だと批判している。

## 教団を脱走

### 選挙
1989年8月、教団の宗教法人化の際、古参幹部でありながら役員登録から外されたことで、自身が教団にとって厄介者であると考えるようになる。
1990年2月3日、第39回衆議院議員総選挙に真理党候補として東京11区から、佐伯一明の名で出馬。
1990年2月10日午後6時頃、教団の犯した複数の事件に加担させられたこと、麻原の秘密を知り過ぎたことなどから「使い捨てにされる」と危惧し、妻である女性信者と共に現金2億2000万円と残高8000万円の普通預金通帳の計3億円、実印、教団の大師マニュアル、重要書類、自身のクルタ服・プルシャを持って脱走する。
```
脱走時の行動経過

世田谷
(自室にて脱走を決意)---
南荻窪
(グリーンクロフトガーデンの一室から政治資金を持ち去る)---
野方
(妻を説得し連れ出す、その様子を新實に見られる)---
世田谷
(自室で着替え)---
亀戸
(ホテルで金額を確認)---
厚木
(現金等を宅配便で発送)---
小田原
(以後、宿泊施設を転々とする)---
名古屋
---
京都
---
米子
---
宇部
(地元の知人宅に身を寄せる)
[
48
]
```

現金は厚木の宅配事務所から山口の知人宛に送り、同時に3億円が保管してあった部屋の鍵束、通帳、書類を宅配便で教団に返却した。このため、早川が配送業者に問い合わせたところ、岡﨑が現金を宅配しようとしていることがわかる。「犯罪に関係しているのでストップしてほしい」との要請で、2億2000万円はオウムに取り戻された。
1990年2月18日、得票数217票で落選。

### 強請
1990年2月16日、神奈川県警や坂本弁護士が所属していた横浜合同法律事務所あてに「（長男）が眠っている。だれかが起こして（長男）を煙にしようとしている。早く助けてあげないと！2月17日の夜、煙にされてしまうかも。早くお願い、助けて！」と、坂本弁護士の長男がすでに殺害されていることを示唆する手紙、遺棄現場を×印で示した周辺の地図と写真、遺体の遺棄状況を克明に記した見取り図、以上を同封した匿名の手紙を新潟県上越市の郵便局から2月16日付の速達で送付する。
それまで県警に寄せられてきた情報は、霊感情報が目立ち、一家の目撃情報もあったが、いずれも信憑性に欠けていた。この匿名の手紙は、最も具体的な情報だった。
さらに横浜法律事務所と神奈川県警に坂本堤弁護士と妻の遺棄現場の資料を東京駅で投函しつつ、麻原に電話をかけ、口止め料現金1000万円を要求。現在の所持金が170万円であることを伝えると麻原は差し引き830万円を振り込むことを約束した。
830万円で『手打ち』した後、坂本弁護士と妻の遺棄現場を記載した手紙を横浜の郵便局で回収した。
1990年2月21日、長野県警が主体となり約40人態勢で大町温泉郷近くの湿地帯周辺を捜索したが、当時現場には約1メートルの積雪があり、手掛かりは得られなかった。この際、神奈川県警は捜査員4人を派遣しただけで鑑識課員は派遣されず、「投書には信憑性はない」「数多い情報をつぶす作業の一環」として、わずか1日で捜索を打ち切っている。
1990年5月、雪解け後に改めて捜索を行ったが長男を発見することは出来なかった。
1990年9月1日 - 9月14日、神奈川県警は投書について"悪質ないたずら"といったんは結論付けたが、同時期に麻原の側近といわれた岡﨑が教団を脱会していたことや、教団から830万円を受け取っていたことがわかり、岡﨑に対しポリグラフも投入して2週間にわたり事情聴取を行った。岡﨑は投書について「麻原さんに頼まれた」と自らが書いたことを認めたが、坂本さん失踪については「何も知らない」「もっと大きな権力の力がはたらいているはず」などとかわし否認、金についても「退職金だ」と繰り返した。

## 自白
オウム脱会後は、一部の週刊誌から計1000万円を超える謝礼を受け取り、インタビューに応じていた。
1990年4月、故郷の山口県で小中学生を対象にした学習塾『學塾』を開いた。
1991年11月14日、坂本堤の知人の滝本太郎が学習塾まで訪ねてくる。ここでも事件への関与を否定した。
1991年11月20日、妻と協議離婚。
1993年1月12日、養母と離縁し『岡﨑』姓に戻す。
1994年6月27日、松本サリン事件が起きる。場所が長野県だったことや「失敗の多い村井がオウムにいる限り何も成立するはずがない」との考えから、教団の犯行とはまったく思い至らなかった。
しかし1995年3月20日に地下鉄サリン事件、3月30日に警察庁長官狙撃事件が起き「こういうことをするのは麻原しかいない」と直感。教団に強制捜査が入ると、自ら磯子署捜査本部に電話をかけ「阿鼻叫喚の地獄絵図を見て決心しました。坂本事件について話します」と、教団幹部らが坂本弁護士一家殺害事件に関与したことを初めて供述した。
1995年4月はじめ、神奈川県警の刑事と接触。
1995年4月6日深夜～4月7日未明、神奈川県警の任意聴取に、坂本弁護士一家殺害事件への関与を認め、T殺害についても自供。
1995年4月29日～5月9日、交際していた中国人女性と結婚するため中国へ渡航。取り調べ中であったが、警察は岡﨑が必ず帰ってくると信じ送り出したという。
1995年5月5日、中国人女性と再婚。
その後は警察の下、小田原市の保養所やホテルで隔離生活を送る。
1995年5月20日、殺人並びに死体遺棄事件について自首。神奈川県警が自首調書を作成した。岡﨑の自首によって坂本弁護士一家殺害事件がオウムの犯行と断定された。
1995年9月6日、警視庁と神奈川県警が新潟県内で坂本堤の遺体を発見。坂本弁護士一家殺害事件でまず坂本堤殺害容疑で緊急逮捕。
1995年9月7日に富山県内で坂本都子の遺体が、同年9月10日に長野県内で坂本龍彦の遺体が発見される。龍彦の遺体が埋められていた場所は、1990年に行った捜索現場から僅か10ｍしか離れていなかった。
1995年10月10日、オウム真理教男性信者殺害事件で起訴される。
1995年10月13日、坂本弁護士一家殺害事件で起訴される。

## 公判
1996年（平成8年）4月17日、東京地裁の初公判で起訴事実を認める。
麻原の公判に出廷した際には、麻原から「初めからお前は裏切ったんだ！」「お前は単なるクリスチャンだ！」「俺は麻原彰晃だ。聞こえるか」と怒鳴られることもあった。
また、麻原の第58回公判では「オウムに在籍していた3年半の初めの2年間は皆まじめに修行しており、人生の中で最高の2年間だった」と述べた。

### 一審判決
1998年（平成10年）7月6日、論告求刑公判で検察が、一連のオウム事件では初の死刑を求刑。
同年7月29日、弁護側が最終弁論し結審。
同年10月23日午前10時、東京地裁で最も大きい104号法廷に、岡﨑はモスグリーンのシャツ、紺のスーツ姿で出廷した。山室恵裁判長に「被告人は前に」と促されると、岡﨑は陳述台に立ち軽く一礼した。「後で主文を言い渡します」、山室裁判長から極刑宣告の際に多く採用される『主文後回し』を告げられても、岡﨑は低い声で「はい」とだけ答え、被告席に着いた。判決理由の朗読が始まると、青白い顔でやや背中を丸め両手を膝の上で軽く握り、うつむいたまま微動だにせず聞き入った。

判決は、95年4月に神奈川県警に供述した経緯を検討し「捜査官は具体的に特定の犯罪事実を知っていたとは言えず、被告が実行犯の1人との嫌疑を抱いた事実まで認められない」と自発的な申告で自首に当たると認定したが、「その動機は真摯な反省ではなく、教団によって殺されることから身を守るという自己保身と言わざるを得ない。刑事責任が軽くなることを思って坂本弁護士の首を絞めたことを隠した」と指摘し自首軽減は相当ではないと判断した。マインドコントロールについては「教義を信じて犯行に及んだことは否定できない」としながらも「謀議から犯行の準備など一連の流れの中で冷静で合理的な行動を取り、自らの判断と意思で松本被告の指示に従うことを選択した」と述べ岡﨑の主張を退けた。教団が事件に及んだ動機については「弁護士を放置すれば教団の発展に大きな障害になると危惧して家族まで殺害した」と批判し、「首謀者である松本被告と複数の教団幹部らが犯行の具体的方法などについて謀議し、計画性、組織性が認められる」と指摘、さらに「残虐極まる犯行で、いたいけな幼児の生命を奪った凶行には戦慄を禁じ得ず、被告らの冷酷さと非情さをうかがわせる。常軌を逸し、社会的影響は甚大だ」と非難した。そのうえで、岡﨑の供述が事件の解明に貢献し、反省の態度も示していることなどを有利な情状と評価したが、「被告の刑事責任はあまりにも重く、死刑が究極の刑罰であるとしても、極刑をもって臨まざるを得ない」と結論づけた。
「被告人を死刑に処する」、東京地裁は求刑通り死刑を言い渡した。

山室裁判長が理由を読み上げる約50分の間、岡﨑が落ち着かないしぐさを見せたのはほんの一瞬で、教団の対立とは無関係だった坂本弁護士の妻や1歳の幼児の命を奪った犯行の場面に及ぶと、泣き出しそうな表情を浮かべたものの、終始うつむき加減の姿勢を崩さなかった。主文が言い渡された瞬間も、身じろぎすることなく一点を見つめ表情を変えなかった。

判決直前に接見した関係者によると、岡﨑は死刑を覚悟しており、落ち着いた様子だったという。
| 岡﨑一明       | 岡﨑一明 |
| -------------- | --- |
| 自白経緯       | 殺害事件だと発覚する前に自分の関与も含めて自白しており、自首に当たるが、当初の聴取では平然と嘘をついた。自白の動機は真摯な反省ではなく自己保身だった。   |
| 犯罪解明の貢献 | 捜査当局は当時、坂本一家殺害事件が教団の犯行と裏付ける証拠もなかった。自白が突破口となり共犯者の供述を引き出したもので、事件の解明に大きく貢献した。     |
| 犯行動機       | 麻原彰晃の指示に従うことが真理の実践で修行だとの気持ちが、永久に破門されるという気持ちより強かった。教団組織の防衛と自分自身の修行の深化が動機だった。   |
| 被害感情       | 坂本弁護士の母は、耐え難い苦しみ悲しみを切々と語り、都子さんの父も心痛と岡﨑に対する厳しい処罰感情を証言している。遺族が岡﨑に極刑を望むのは当然だ。     |
| 反省           | 真実を明らかにするのが使命だとして、法廷で積極的に供述。時に涙を見せ、反省の態度も。年金保険を妻名義にするなど蓄財があるが、遺族に対する被害弁償はない。 |
| 林郁夫         | |
| 自白経緯       | 捜査・公判を通じて、一貫して自分が知る限りを詳細に供述。極刑が予想される中、決定的に不利なことも包み隠さず、すべて供述しようとする姿勢があった。         |
| 犯罪解明の貢献 | 地下鉄サリン事件をはじめ、教団が行った犯罪の解明に多大な貢献をした。教団の組織解体と、将来の凶悪犯罪の未然防止にも貢献した。                             |
| 犯行動機       | 麻原彰晃が最終解脱者で絶対的な存在と信じ、教団が反対勢力との戦争でつぶされれば人類の救済は不可能と考えた。麻原彰晃の指示に背くことは難しかった。         |
| 被害感情       | 当初、死亡した2人の被害者の妻は極刑を望んでいたが、公判での反省、悔悟に基づく林の真摯な態度もあり、現段階で極刑を望んでいるとはいえない。                |
| 反省           | 供述に、自分の刑事責任を軽減してもらおうとする自己保身の意図は一片もうかがえない。極刑を覚悟したうえでの胸中の吐露で、反省、悔悟の情は顕著である。       |

### 控訴審
2001年（平成13年）12月3日、中日新聞に手記を寄せた。
裁判が終わっても時間を元に戻す以外に、ご遺族のお心が癒されることはありません。戒名を仰ぎ見て自己の批判を重ねるいま、無力感に打ちひしがれ首を垂れる毎日です。
オウムが仏教観を破壊し、米同時テロが宗教の価値観を崩壊させました。平和を願う尊い信仰心が民族抗争に利用され、純粋な信徒ほど犠牲になります。自爆テロは殉教行為ではなく正当性は微塵もありません。
米同時テロと地下鉄サリンがオーバーラップします。しかし、麻原不在のいま、ポワの発動はないと信じたい。
恐れているのは近い将来、幼い教祖たちがグル(師)として目覚めた時です。賢明な解決策は地域社会の積極的な融和姿勢により、対立から相互理解へと導くことです。子どもたちを孤独にさせてはいけない。偏見と迫害は、幼い彼らの心に禍根を残しかねない。
私に影響を与えたのは福島大助教授、飯田史彦氏の著書『生きがいの創造-生まれ変わりの科学が人生を変える』でした。魂が地獄へ転生するという教義に縛られているアレフの現信徒、元オウム信徒に是非読んでいただきたい。
オウムの何が間違っていたのか、その本質に触れ真の反省とは何かを感じ取ってもらいたい。そして1日も早く目を覚ましてほしい。私のような過ちを君たちに歩ませたくありません。
同年12月13日午前10時、浅黄色のシャツに白のジャケット姿の岡﨑は、緊張した表情で傍聴席に軽く一礼して入廷。河辺義正裁判長が主文の言い渡しに先立ち、判決理由の朗読を始めると、岡﨑は裁判長に向けていた視線をゆっくりと証言台の上に落とした。二審では自首したことや、犯行時は麻原のマインドコントロールを受け心神耗弱だったと主張し死刑回避を求めたが、河辺裁判長は「被告は主体的な判断で麻原被告の教義を信じ、指示に従っていた。麻原被告を信じても人格それ自体は破壊されず、価値観の変容も自ら望んだことによって生じた」と述べ、心神耗弱の主張を退けた。また、自首の成立を認めたが「被告の責任や非難を減少させるにはほど遠い」と指摘し刑の軽減を認めなかった。
東京高裁は死刑を言い渡した一審判決を支持し控訴を棄却。再び死刑判決を言い渡された岡﨑はその瞬間、ふとわれに返ったように裁判長に顔を向け深く一礼し、放心したように被告席に座り込んだ。
二審も死刑判決が維持されたが、判決文には一審のような厳しい『人格否定』の表現はなく「真摯な反省の態度を示している」としていた。岡﨑は交流のあった東京新聞記者・瀬口晴義に送った手紙で「少し安堵しました」と綴っている。なお、上告中の2004年（平成16年）には脱会者の社会復帰に取り組む禅僧と養子縁組し、「宮前」に改姓している。

### 上告審
2005年（平成17年）4月7日、最高裁第一小法廷（島田仁郎裁判長）で、「法治国家の秩序を一顧だにしない反社会性の極めて高い犯行」として上告を棄却する判決を宣告された。判決への訂正を申し立てたが、それも同年5月6日付の同小法廷決定で棄却され、死刑が確定。
オウム真理教事件において、最初に死刑が確定した人物である。

## 精神鑑定
東京地方裁判所刑事第Z部T受命裁判官の命により、小田晋及び助手によって1997年6月6日、7月11日、7月16日、7月25日、8月13日、8月21日、9月26日、10月8日に東京拘置所において岡﨑の精神鑑定が行われた。
【鑑定事項】(1)岡﨑が本件犯行に及ぶに至った心理状態、(2)右の心理状態は岡﨑の行為等を評価する上でいかなる意味を持つか。

### 身体所見
身長161cm、体重59kgの中肉低身長でやや肥満傾向がみられるが、基本的には筋肉質闘士型の体型である。脈拍は102で、わずかに不整脈であるが自覚症状はみられない。瞳孔は正円等大で対光反射は正常。胸腹部聴打診上とくに異常はみられない。肝臓・脾臓は触れない。腸管音は正常。腹部は肥満のためやや膨満している。四肢腱反射は概ね正常であるが、膝蓋腱反射がやや亢進している。バビンスキー、チャドック、オッペンハイム等の病的反射はみられない。その他外観上とくに異常所見はみられない。

### 精神心理所見(臨床心理検査所見)
(1)京大式NX知能検査

計算法に秀で、単語完成に劣っていた。全体では知能偏差値は45、知能指数(IQ)は91、評価段階3であり、知能水準は「平均」であった。
(2)ベンダー・ゲシュタルト・テスト(BGT)

パスカル・サッテル法による得点は2点であった。15～50歳の平均知能を有する成人は13～18点であり、脳の器質的障害はまったく疑われなかった。

## 麻原彰晃への思いを記した手記
※グル麻原であった当時の貴方に申し上げます。

昭和60年、オウム神仙の会の主宰者であった貴方は、慈愛に満ちた心優しい本物の修行者であり、救済者そのものに見えました。

『あるヨギの自叙伝』の著者パラマハンサ・ヨガナンダと、そのグルであるスワミスリ・ユクテスワとの師弟愛を話した時、貴方もよく存じており、それから二年後「わたしが弟子に対する慈愛の念を、もし言葉にするならユクテスワどころではないだろう」と、しみじみと仰ってましたね。

愚かにも貴方のその言葉を信じた私はグルの中のグルと感動したものでした。

初めて受けた貴方のシャクティーパットは、衝撃的な体験でした。

なぜならクンダリーニが上昇し、目の前が光で満ち溢れ、そして三十分近く私は身体を動かすことが出来ませんでした。

貴方は常々「グルは弟子のカルマを見切り、コントロールしそして取り除くことが出来るんだよ」と申してましたね。

だからこそ貴方は、私のカルマを取り除き霊的ステージを上昇させ、クンダリーニを体感させて呉れたのだと心から感謝し、正に貴方こそ前世のグルだと妄信し、全く疑うこともなく、出家すれば間違いなく世のため人のために修行が出来、自己の解脱・悟りも可能だと決意したのです。

貴方は、弟子達の前世夢に乗じてよくカルマ理論と永遠の輪廻を繰り返す菩薩の道と称して、グルと弟子の順縁と逆縁に付いて語られましたね。少なくとも貴方と私との前世の因縁は三つの物語として説法の中で申していました。
(中略)

貴方は、草創期の頃。出家した弟子たちの前で「解脱とは、器をカラッポにすることなんだよ」と仰ってましたね。それは、弟子が無心の境地に達したとき、初めてグルの高次元のエネルギーが注がれ、そして解脱に至るのだ、と。故に『虹の階梯』にあるティローパとナローパの物語がヴァジラヤーナのグルとなり、ポアの出来る密教修行者が真の解脱者であるかのような大きな錯誤へと導かれてしまったのでしょうね。

愚かにも弟子たちは、貴方が人生のすべてだと妄信し、貴方の爪や髪の毛まで煎じて飲み、説法を丸暗記し、寸暇に録音テープを聞き、グルヨーガを百万回唱え、五体投地を十万回しても尚、一日一食のオウム食で、夜は毛布二枚で座りながら寝る修行と無言の行を続け、無私の帰依を実践して来たのです。

すべて貴方の指示であり、弟子達は皆、心の底から利他行であり、功徳となり、魂の救済になると信じていたのです。

昭和六十二年の五月。貴方は二人の弟子に初めて独房修行をやらせ、たった一週間で、二人が音を上げて失敗しました。貴方は「解脱するか狂うか」と申してましたね。

その後、唐突に私に「30日間もやれば成就するだろう」と申され、二人がギブアップし失敗しているのに何故私を選んだのか、当初はよく解からなかったものです。しかし修行が大好きな私ですので、カルマを落として、心の浄化が進めば、この独房修行は最高のイニシエーションになるだろうと歓喜しても、まさか気が狂うとは思いませんでした。

結局、約束の30日が倍の59日もの長期集中修行となり、最後の方では肉体よりも精神面でかなり追い詰められ、意識だけの世界であったことは確かでした。

いくら両眼を開いて凝らして見ても24時間真暗闇の独房修行。6時間の呼吸法と10時間のツァンダリーの瞑想法に五体投地。終わりになる頃は、四つの浄化法と逆転のアーサナを7時間もやり続けました。一日一食で、室内は蒸し暑く、一日中、汗を流しての修行で、水はペットボトル一リットルのみなので体重は減って47kgでした。

お陰さまで神秘体験や幽体離脱もして、呼吸法では、一サイクル最高18分で、6分以上のクンヴァカ（保息）が出来ました。

貴方は、途中二回指導に来られましたね。そして、私に、幼少の頃からの懺悔を求め、私のカルマを全て取り除かれましたね。そう信じました当時は。二回目のときは、正座している私を、右手全体で頭頂から全体重を掛けシャクティーパット以上のイニシエーション（エネルギー注入）をされましたね。あのときは、真っ赤なエネルギーが降りて来て、マニプーラチャクラが満たされたので、驚くと共に感謝の気持ちと至福に満たされた一日でした。

処が途中に、忽然と隣の部屋に石井久子さんが来て「佐伯さんに今から遺書を書いて貰います。これは先生の意志です」と。驚きました。何んのための遺書かがよく解からなかったのです。しかし、終わりの頃は、もはや死んで涅槃するしか、自分は解脱できないという諦念もあったことは事実です。

すると続けて石井さんは「今から私が言う文章を遺書の中に入れて作成して下さい」と。その要点は、①私が今行なう修行は麻原彰晃の指示では無く自らの意志でやっているものである。②この修行は自ら望む解脱の修行なので、たとえ死に至ることがあろうと、それは修行者として覚悟の上であり本望である。③今、行なっている解脱の修行によって、もし死に至ったとしても、その責任はオウム真理教及び代表の麻原彰晃とは何等関係ないものとする。総ては自分の意志によって始めた修行なのでオウム真理教に対して責任を追及してはならない。以上の、なんとも冷たい内容の指示であり、貴方の意志だと石井さんはハッキリ申していたので、私は何んの疑いもなく、貴方は、私の解脱を望まれ、更に心の浄化を深めようとされているのだと考え、もし修行に失敗し、死んだとしてもグルである貴方と法友たちに迷惑を掛けない内容であれば、この遺書で問題ない、と改めて帰依を深めたものでした。

なぜなら即に約束の30日を過ぎても解脱に至りませんし、やはり自分は死んで涅槃する道しかないのだろうと、そう感じながらの切迫した日々の修行でしたから。

でも、この遺書に続き、養父母への遺書も書くようにと促されたときは、思わず涙が溢れてしまい、清書する手が震えてしまいました。真暗闇の中で横にライトを置いて丁寧に書いていた自分は、一般社会では決して体験できない解脱の修行法であるだけに、貴方こそ本物のグルであり仏陀の生まれ変わりだと、そう信じていたのです。

その後、愚かにも成就と認められた私は、気のエネルギーに満ち溢れ、大師のワークを熟し、改めて様々な能力を発揮できたことで貴方のイニシエーションの偉大さに驚愕し心の底から錯誤に陥っていたのです。

その翌年の夏。貴方はマハームドラーの説法の中で、ヴァジラヤーナの実践が必要というニュアンスのポアを少し申されてました。そしてその翌日に、在家信徒のMさんが道場の風呂場で水を飲んで倒れたとき、貴方は、道場の二階に居る他の在家信徒の意識（魂）をMさんと入れ替えるポアによって蘇生させる方法を取りました。あのとき、私は心肺蘇生法とマウスツーマウスを岐部さんと村井さんと交互にやり続けていたとき、途中、脈が戻ったので、流石にグルは凄いと驚きましたが、結局、一時的のみで蘇生は失敗しました。

その後、名古屋支部の弟子が交通事故で集中治療室に運ばれ、女性大師からの連絡で、富士のサティアンに居た貴方は、何度も、弟子の意識（魂）を出し入れしてコントロールしていましたね。結局、最終的には、生きていても片輪のままでは修行は無理だし可哀想じゃないか、ということで、ポアを決断して、その直後、病院から死亡の連絡があり、貴方と一緒に居た上祐君は「なぜ彼をポアするのですか、片輪でも生かして置くべきです」と、怒って、貴方の部屋を飛び出したとき、私は、そのドアの外で上祐君の目が赤く腫れていたのを確認しています。

部屋に入ると貴方は「否、いまマイトレーヤーが、どうしてポアするのですか、といって言い争いになってな....中略...」と仰ってましたね。

このとき、私は、以前のMさんのときと併せて、本当に貴方にはポアが出来るグルであると妄信したものです。

他の側近の弟子たちも、同じく貴方をそう信じていました。

私がオウムを脱走する迄の平成二年頃は、薬を使用して神秘体験を促するような修行法はあり得なかった。貴方のイニシエーションと自己の修行法で、様々な神秘体験とダルドリーシッディを得ていたものです。

その後、何か大きなイベントがある度に、貴方は管理システムを強化され、成就者が増えるごとにストイックな修行法を発案され、とうとう24時間説法ビデオ垂れ流しの修行空間を、しかも「ポアの間」と称して建築班に造らせましたね。

成就者が増えた為、エネルギーの低下を防ぐことも兼ねて、ワークのミスや破戒の弟子たちの為の「ポアの間」だけでなく、大師や側近の大師であっても月に5日間の修行を計画的に強制させてましたね。

当時の弟子達は、エネルギーに満ちた器（身体）に過ぎず、その器がワークやカルマの交換によって汚れたら、再び修行により元のクリアーの状態に戻すのが使命であり利他行と信じていたのです。故に「ポアの間」は、エネルギーを回復させ、心の浄化を促す最高の空間であると、むしろ貴方に心から感謝し、「ポアの間」での修行を終了した後の状態を楽しみにしていたものでした。

(中略)

禅宗以外の、仏教とチベット密教やヒンズー教、その他の宗教等がカルマや輪廻転生説を掲げて宗派を競ってますが、真実、仏陀は、当時、宗派の信仰を否定する側の、一般意味論としての正偏智を識る人間完成の道を説いていたのです。

仏陀入滅後、多くの経典の全ては、ありもしない輪廻説を大衆に煽り続け、信仰を強制して来た結果、仏教という宗教にされてしまったのです。正に、真の仏教史と法脈の流れを知らなければ、多くの人々は、仏陀を誤解するでしょう。

さて、貴方は、真の仏陀の意志とは逆に、宗教の心の呪縛という教義を選んで、自己実現の達成を夢見たのでしょうか。

それとも、貴方自身、そもそも先天的なパラノイアで、しかもサイコパスの気質が備わっていたのでしょうか。

今更、貴方だけに罪を被せようというつもりもなく、当然にして一緒に刑に服すのがせめてもの償いになればと思います。

しかし、貴方は、どうして途中で気付かなかったのか。純粋な弟子たちはカルマを妄信し、善意のまま、何でも服従する、その狂気的な有様を見て。せめて貴方の言葉で正気のな姿で語ってほしかった。

## 死刑確定後
『A』などアーレフに関するドキュメンタリー作品を発表してきたドキュメンタリー監督の森達也は、支援者を通じて岡﨑に手紙を出した。返事の中で岡﨑は死刑にされることを肯定し、森との面会・文通がかなう日が来ることを信じていると述べている。森は死刑廃止の立場から岡﨑の死刑執行を阻止したい気持ちだと述べている。
2008年ごろから「言葉以外でないと表現できない」と筆ペンで山河や鳥を描き始め、「死刑廃止のための大道寺幸子・赤堀政夫基金」が行っている「極限芸術 ～死刑囚は描く～」に出展。
2011年には支援者に「広瀬健一君や豊田亨君、端本悟君たちは生きていてほしい。彼らは社会経験の無いまま洗脳された」と明かしている。
2015年7月、参議院議員・福島瑞穂が確定死刑囚らを対象に実施したアンケートに対し以下のように回答した。
2018年3月14日までは岡﨑を含めたオウム真理教事件の死刑囚13人全員が東京拘置所に収監されていたが、高橋克也の無期懲役判決確定（2018年1月）によるオウム裁判終結に伴って同年3月14日、麻原彰晃を除く死刑囚12人のうち7人が死刑執行設備を持つほかの5拘置所（宮城刑務所仙台拘置支所・名古屋拘置所・大阪拘置所・広島拘置所・福岡拘置所）へ移送された。岡﨑は同日付で横山真人とともに名古屋拘置所に移送された。

### 2018年7月6日
2018年7月6日、上川陽子法務大臣の死刑執行命令（2018年7月3日付）により、オウム事件の死刑囚13人のうち麻原彰晃をはじめ土谷正実・遠藤誠一（以上3名は東京拘置所）、井上嘉浩・新実智光（以上2名は大阪拘置所）、中川智正（広島拘置所）、早川紀代秀（福岡拘置所）の7名が死刑を執行された。

### 2018年7月26日
2018年7月26日、上川陽子法務大臣の死刑執行命令（2018年7月24日付）により、名古屋拘置所で死刑を執行された。57歳没。
同日には岡﨑以外にも横山真人（名古屋拘置所）、林泰男（宮城刑務所仙台拘置支所）、端本悟・広瀬健一・豊田亨（以上3名は東京拘置所）と、この時点で存命していたオウム事件の死刑囚6名全員の死刑が執行された。

## その他
剣道の有段者（二段）であった一方、身長は161cm、体重は51kgと小柄であった。
麻原は、岡﨑の秘めた能力を信頼していたこともあり、1987年8月にエジプト出立の折、留守の間、上祐史浩の独房修行中の指導を、岡﨑に託した。更に、弟子の中では初めてシャクティーパット（麻原特有のイニシエーション）の伝授を許して、岡﨑は5名以上の一般信徒にシャクティーパットを施している（一時、アレフの代表であった野田成人は、その中の一人である）。また、麻原の代役としての説法も、東京総本部や各支部で認められていた。
麻原や三女アーチャリーから頼まれ、三女や次女の遊び相手をしたこともある。
当時、岡﨑は、サマナから絶大な人望があり、'89年7月のサマナによる人気投票では人気大師NO.1であった。麻原のマハームドラーの一環で東京・埼玉連続幼女誘拐殺人事件の容疑者・宮﨑勤の家族が所有していた印刷機の購入を要求され、値段交渉のために宮崎の実家に行ったものの家人が不在だったため実現しなかった。

### ホーリーネーム授与は二度あった
最初は'87年7月25日。石井久子に次ぐ2番目の解脱者として、また男性の弟子では初の大師となった。
当時、東京総本部の麻原の部屋に迎えられた時、麻原と石井は岡﨑のエネルギーに圧倒され、麻原は「凄い氣のパワーだな。ここまで風圧が迫ってくるのがよく分かるぞ」石井は「本当ですね、肌にビンビン伝わってます。それに佐伯（岡﨑）さんの周りがキラキラ輝いて見えますよ」と、満面の笑みで称賛した。続いて麻原は、唐突に「ラージャヨーガを真解脱した。お前にホーリーネームを付けないといけないが、そこで用意したのはアングリマーラだよ」と言った。その日の午後に、岡﨑は、東京総本部道場の二階にて在家信徒の前で解脱後初の説法を行った。
二度目は、'88年12月9日の護摩法の折に、途中で麻原に呼び出され、クンダリニーヨーガの成就を告げられた。
更にホーリーネームについて、麻原は、「お前は、ヨガナンダのグルのグルのグルである、
 マハー・ヴァター・ババジを今でも崇拝しているだろうが、ならば、マハー・ババジのホーリーネームに変えてもいいと思うが、どう思うか」と言った。
岡﨑は、「それはあまりにも光栄なことですが、しかし、ホーリーネームだけは尊師にお任せします」と言った。
すると麻原は、「よし、ならばアングリマーラには『マハー』を付けよう。お前は、本当ならとっくの昔にマハームドラーを成就してもいい筈だったが、『マハー』を付ければマハーケイマ大師（石井久子）と同じ大乗のヨーガを成就するのも早まるだろう」と言った。
これが、マハー・アングリマーラ命名の経緯となる。

### 肉声公開
2025年3月23日、サタデーステーション（ANNニュース）は、岡崎の肉声だとする1995年5月の約6時間にわたる音声データの一部と、同時に当時直接取材したとするノンフィクション作家の武田頼政のインタビューなどを公開した。その音声データでは岡崎は以下のように語っていた。
- 「麻原は権力だよ。要するに、あれと同じだよフセインみたいなレベルよ。1つの国の上におればお山の大将だったらいいわけ。単細胞的な、ヒステリック的な感情の変化。崩壊の道を進むような進み方をするわけ、いつも」
- 「（母親が）『子どもだけは』って言ってたよ、初め。もう切羽詰まった声よ。（心境について）そらあもうしょうがないじゃん。しょうがないと言っちゃもちろん…そんな簡単なものじゃないって」（坂本弁護士一家殺害事件について）
- 「予言というか、要するに読心術みたいなものよ。言われた通りになるし、言われたビジョン、夢にしても何にしてもすべてが当たっていたり」
- 「おじいさんも、おばあさんも修行して、2LDKぐらいの家に住んで、医者もいて。最後まで死んだらオウムの方で埋葬する。修行だけの世界。天界みたいな世界よ。同じ意識を持つものばかりがそろっているから、いいなあという気持ちになるじゃない。そういう状態だったよ、初めは」（初期の教団の雰囲気については）
- 「（Q.危険な方向に走っていくのはどうしてか）それはいや（テロ行為は）選挙に出る相当、後ろだ」（オウム狂暴化の分岐点について）
- 「出家してくるわね、子どもたちが。やっぱり親たちの反発だよ。これらが団結し出した。あのへんから、何か戦わなきゃいけないという意識が出たんじゃない？そうしないと教団は潰されるというか」（衆議院選挙に出馬後の雰囲気について）
- 「布施というのは3つあるんよ。全額お金を払う。次は自分の身というか、働くとか。一番高い布施というのは命を預ける布施。自分がたとえ傷を負ったとしても体を犠牲にしてでも布施をするとか」
- 「判断がつかないような状態にきていると。普通の道徳とか慣習、そういうものがもう崩れているままだよ。VXガスをピュッとやられたんじゃ終わりやから。いや。本当よ。怖いもん。いつ殺されるかわからんもん」（脱会について）
- 「（麻原は）被害妄想ですべてうまくいかないのは国が悪いんだと、頭からそう考えているんだから、（悪いのは）全部日本だ、日本の国家だと。日本という政府に殺されたぐらいしか。（麻原は）今でもそう思っているんじゃない？」（麻原について）

以上

## 人物
- 「男性にありがちな、権力欲とプライドのために、私と何回かぶつかった。彼の特徴は、ものすごく強い意志を持っているということ」－麻原彰晃[26]
- 「オウムのなかで岡﨑さんは、異色の人だった。良くも悪くも個性的な人で、とても集中力がある」－石井久子[102]
- 「彼のワークは営業が中心で、交渉の仕方があくどいので有名です。相手をだますような方法で値切るのを僕も見たことがあります。彼の部下たちは『ヤクザよりもあこぎだ』と話しています。むろん、彼も教団のために安く買おうとしていたのでしょうが、あまりにも異常でした」－林泰男[103]
- 「頭が良く優しく、分からないところは塾が休みでも自宅で熱心に教えてくれる憧れの存在」－元教え子[104]
- 「彼は教団時代からどこかしら計算高い男でした」「面従腹背で、麻原の顔写真の入ったポスターを平然と尻に敷いて座っていたとか。また、弟子の囲い込みのようなこともしていました。だから3億円持って逃げたと聞いたときも驚かなかった」－野田成人[105]
- 「孤独な愛の渇望者。真摯な生き方を求めた青年」－大橋伸一[10]
- 「尊師に帰依しているフリをしたコソ泥」、「いつも覚めたような口ぶりのサラリーマンのような」、「松本被告の詐欺師ぶりを見破っていた」、「拝金主義を隠さない珍しい存在だった。当時、彼は『批判記事が出ると本屋が教団の出版物を扱わなくなるので困る』と我々にぼやいた。”佐伯”と名乗っていた彼は”出版物販売の責任者”。我々の批判記事の内容に文句をつけるのではなく、営業成績ばかりを気にする小心のセールスマンのようで、同僚記者は『ほかの信者とはちょっと違う』と印象を漏らしていた」－牧太郎(元サンデー毎日編集長)[106]
- 「有能な人」－端本悟[107]
- 「庶民的なキャラクター」－森達也[108]
- 「面倒見がいいお兄さん」「人柄がよく優しい」「押しが強い」「石井久子と非常に仲が悪い」－元信者[109]
- 「実に饒舌な人物だった。01年1月、私が大腸ガンで手術した時には、獄中からお見舞いの電報を送ってくれるような気配りの人でもあった」－瀬口晴義(東京新聞記者)[80]
- 「当時のオウムで、ヨガのまじめな修行者といえるのは彼だけ。けっして感情的にならない穏やかな人で、会の実質的なとりまとめ役だった」－元信者[110]
- 「よくリーダーシップを発揮し、麻原と肩を並べるほど周囲に信頼されていた時期もあった」－古参信徒[111]
- 「オウムの人たちは基本的にまともでした」「宮前さんは、よく何かブツブツ唱えていました。被害者の冥福を祈っているのか、何かを信仰していたのか分かりませんが…」－衛生夫[112]

## 起訴された事件
- 男性信者殺害事件[5]
- 坂本弁護士一家殺害事件[5]

### 判決文
- 一審判決
- 控訴審判決
- 上告審判決